# Kadoshima Kosuke
Kosuke Kadoshima (sinh ngày 8 tháng 8 năm 1988) là một cầu thủ bóng đá người Nhật Bản.

## Sự nghiệp câu lạc bộ
Kosuke Kadoshima đã từng chơi cho Fagiano Okayama.